# Песчанка (Среднеахтубинский район)
Песчанка — посёлок в Среднеахтубинском районе Волгоградской области России. Входит в состав городского поселения город Краснослободск.

## История
По состоянию на 3 мая 1935 года посёлок входил в состав Новоахтубинского сельсовета Краснослободского района Нижне-Волжского края (с 1934 года — Сталинградский край, с 1936 года — Сталинградская область, с 1961 года — Волгоградская область). В 1955 году Новоахтубинский сельсовет был передан в состав Среднеахтубинского района. Согласно решению исполкома Волгоградского областного Совета депутатов трудящихся от 9 декабря 1967 года № 30/1592 «Об упорядочении административно-территориальных границ некоторых сельсоветов области» Новоахтубинский сельсовет был упразднён, а посёлок Песчаный передан в административное подчинение Краснослободского городского совета.

## География
Посёлок находится в юго-восточной части Волгоградской области, в пределах Волго-Ахтубинской поймы, на левом берегу ерика Судомойка, на расстоянии примерно 19 километров (по прямой) к западу-юго-западу (WSW) от посёлка городского типа Средняя Ахтуба, административного центра района. Абсолютная высота — 4 метра ниже уровня моря.

Климат классифицируется как влажный континентальный с тёплым летом (согласно классификации климатов Кёппена — Dfa).
Часовой пояс
Посёлок Песчанка, как и вся Волгоградская область, находится в часовой зоне МСК (московское время). Смещение применяемого времени относительно UTC составляет +3:00.

## Население
| 2010 |
| ---- |
| 542  |

Гендерный состав
По данным Всероссийской переписи населения 2010 года в гендерной структуре населения мужчины составляли 46,1 %, женщины — соответственно 53,9 %.
Национальный состав
Согласно результатам переписи 2002 года, в национальной структуре населения русские составляли 90 %.

## Инфраструктура
В Песчанке функционируют филиал Краснослободской средней школы № 3, фельдшерско-акушерский пункт и отделение Почты России.